# (8784) 1977 RQ19
(8784) 1977 RQ19 là một tiểu hành tinh vành đai chính. Nó được phát hiện bởi C. Michelle Olmstead ở Đài thiên văn Palomar ở Quận San Diego, California, ngày 9 tháng 9 năm 1977.